# Salto con gli sci ai XVI Giochi olimpici invernali
Nel salto con gli sci ai XVI Giochi olimpici invernali furono disputate tre gare, tutte riservate agli atleti di sesso maschile.

## Risultati

### Trampolino normale
La gara dal trampolino normale si disputò il 9 febbraio sul Trampolino del Praz K90 e parteciparono 58 atleti, che effettuarono due salti con valutazione della distanza e dello stile.
| Posizione | Atleta           | Nazione        | Punti |
| --------- | ---------------- | -------------- | ----- |
| 1         | Ernst Vettori    | Austria        | 222,8 |
| 2         | Martin Höllwarth | Austria        | 218,1 |
| 3         | Toni Nieminen    | Finlandia      | 217,0 |
| 4         | Heinz Kuttin     | Austria        | 214,4 |
| 5         | Mika Laitinen    | Finlandia      | 213,6 |
| 6         | Andreas Felder   | Austria        | 213,5 |
| 7         | Heiko Hunger     | Germania       | 211,6 |
| 8         | Didier Mollard   | Francia        | 209,7 |
| 9         | Jens Weißflog    | Germania       | 208,5 |
| 10        | Jiří Parma       | Cecoslovacchia | 207,9 |

### Trampolino lungo
La gara dal trampolino lungo si disputò il 16 febbraio sul Trampolino del Praz K120 e parteciparono 59 atleti, che effettuarono due salti con valutazione della distanza e dello stile.
| Posizione | Atleta           | Nazione           | Punti |
| --------- | ---------------- | ----------------- | ----- |
| 1         | Toni Nieminen    | Finlandia         | 274,5 |
| 2         | Martin Höllwarth | Austria           | 266,5 |
| 3         | Heinz Kuttin     | Austria           | 255,0 |
| 4         | Masahiko Harada  | Giappone          | 211,3 |
| 5         | Jiří Parma       | Cecoslovacchia    | 198,0 |
| 6         | Steve Delaup     | Francia           | 185,6 |
| 7         | Ivan Lunardi     | Italia            | 185,2 |
| 8         | Franci Petek     | Slovenia          | 177,1 |
| 9         | Andreas Felder   | Austria           | 176,9 |
| 10        | Michail Esin     | Squadra Unificata | 176,5 |

### Gara a squadre
La gara a squadre si disputò il 14 febbraio sul Trampolino del Praz K120 e parteciparono 14 squadre nazionali, che effettuarono due salti con valutazione della distanza e dello stile. Ogni squadra era composta da quattro atleti; ai fini del punteggio venivano conteggiati i tre migliori salti di ogni serie.
| Posizione | Nazione        | Atleta                                                        | Punti |
| --------- | -------------- | ------------------------------------------------------------- | ----- |
| 1         | Finlandia      | Ari-Pekka Nikkola Mika Laitinen Risto Laakkonen Toni Nieminen | 644,4 |
| 2         | Austria        | Ernst Vettori Heinz Kuttin Martin Höllwarth Andreas Felder    | 642,9 |
| 3         | Cecoslovacchia | Tomáš Goder František Jež Jaroslav Sakala Jiří Parma          | 620,1 |
| 4         | Giappone       | Jiro Kamiharako Masahiko Harada Noriaki Kasai Kenji Suda      | 571,0 |
| 5         | Germania       | Heiko Hunger Dieter Thoma Christof Duffner Jens Weißflog      | 544,6 |
| 6         | Slovenia       | Primož Kopač Matjaž Zupan Franci Petek Samo Gostiša           | 543,3 |
| 7         | Norvegia       | Rune Olijnyk Magne Johansen Lasse Ottesen Espen Bredesen      | 538,0 |
| 8         | Svizzera       | Markus Gähler Martin Trunz Sylvain Freiholz Stefan Zünd       | 537,9 |
| 9         | Svezia         | Mikael Martinsson Magnus Westman Jan Boklöv Staffan Tällberg  | 515,1 |
| 6         | Francia        | Jérôme Gay Didier Mollard Nicolas Jean-Prost Steve Delaup     | 510,9 |

## Medagliere per nazioni
| Posizione | Nazione        | Oro | Argento | Bronzo | Totale |
| --------- | -------------- | --- | ------- | ------ | ------ |
| 1         | Finlandia      | 2   | 0       | 1      | 3      |
| 2         | Austria        | 1   | 3       | 1      | 5      |
| 3         | Cecoslovacchia | 0   | 0       | 1      | 1      |